# 29 май
29 май е 149-ият ден в годината според григорианския календар (150-и през високосна година). Остават 216 дни до края на годината.

## Събития
- 1453 г. – Падането на Константинопол: Армията на султан Мехмед II Фатих (Завоевателя) превзема Константинопол след двумесечна обсада, артилерийски обстрел с най-модерните за тази епоха оръдия и масирана атака на еничарския корпус. При атаката е убит последният византийски император Константин XI Палеолог.
- 1660 г. – Английската реставрация: Чарлз II е възстановен на трона на Великобритания.
- 1667 г. – Френските трапери Медард дьо Грозейле и Пиер Еспри Радисон откриват езерото Нипигон в Канада.
- 1807 г. – Султан Селим III абдикира в резултат от инспирирания бунт на ямаците в Константинопол.
- 1876 г. – Априлското въстание: Четата на Христо Ботев овладява пътническия параход „Радецки“ и заставя капитана да спре на българския бряг при село Козлодуй.
- 1927 г. – Провеждат се избори за XXII ОНС, спечелени от управляващия Демократически сговор.
- 1948 г. – Подписан е Българо-полски договор за сътрудничество.
- 1953 г. – Сър Едмънд Хилари и шерпът Тенсинг Норгей стават първите алпинисти, изкачили връх Еверест в Хималаите.
- 1956 г. – Пакистан се обявява за ислямска държава.
- 1968 г. – Установени са дипломатически отношения с Република Горна Волта.
- 1970 г. – Посещение на Тодор Живков в СССР.
- 1984 г. – В Канада Пиер Трюдо подава оставка и Джон Търнър става министър-председател.
- 1985 г. – Трагедията на Хейзел: На финала на Шампионската лига на УЕФА в Брюксел, Белгия, 39 футболни запалянковци са убити и стотици са ранени от срутена подпорна стена, след като привърженици на ФК Ливърпул проникват в сектор на ФК Ювентус.
- 1989 г. – Възродителен процес: В изявление по БНР и БНТ председателят на Държавния съвет Тодор Живков призовава Турция да отвори границите си за български емигранти, което става причина за „Голямата екскурзия“.
- 1990 г. – Руският парламент избира Борис Елцин за Председател на Президиума на Върховния съвет на Руската СФСР.
- 1999 г. – Космическата совалка Дискавъри извършва първото скачване с Международната космическа станция.
- 2005 г. – Франция отхвърля Европейската конституция на референдум.
- 2010 г. – Провежда се финала на песенния конкурс Евровизия 2010.
- 2024 г. - Завръщането на тленните останки на цар Фердинанд I от град Кобург, Германия.

## Родени
- 1439 г. – Пий III, римски папа († 1503 г.)
- 1568 г. – Вирджиния Медичи, италианска благородничка († 1615 г.)
- 1630 г. – Чарлз II, крал на Англия, Ирландия и Шотландия († 1685 г.)
- 1851 г. – Леон Буржоа, френски политик, Нобелов лауреат († 1925 г.)
- 1860 г. – Исак Албенис, испански композитор († 1909 г.)
- 1866 г. – Акоп Акопян, арменски поет († 1937 г.)
- 1868 г. – Абдул Меджид II, османски халиф († 1944 г.)
- 1871 г. – Сергей Зернов, съветски зоолог († 1945 г.)
- 1874 г. – Гилбърт Кийт Честъртън, английски писател († 1936 г.)
- 1879 г. – Коста Абраш, сръбски поет от Македония († 1898 г.)
- 1880 г. – Освалд Шпенглер, германски философ († 1936 г.)
- 1892 г. – Алфонсина Сторни, аржентинска поетеса († 1938 г.)
- 1903 г. – Боб Хоуп, американски комик († 2003 г.)
- 1917 г. – Джон Кенеди, 35-и президент на САЩ († 1963 г.)
- 1920 г. – Джон Харшани, американски икономист († 2000 г.)
- 1920 г. – Рачко Ябанджиев, български артист († 2004 г.)
- 1922 – Янис Ксенакис, гръцко-френски композитор и архитект († 2001 г.)
- 1929 г. – Питър Хигс, британски физик († 2024 г.)
- 1933 г. – Никола Пъдевски, български шахматист († 2023 г.)
- 1934 г. – Георги Йорданов, български комунист
- 1942 г. – Иван Ганев, български учен († 2003 г.)
- 1953 г. – Александър Абдулов, руски актьор († 2008 г.)
- 1953 г. – Дани Елфман, американски музикант
- 1959 г. – Рупърт Евърет, английски актьор
- 1965 г. – Даниел Дянков, български художник
- 1965 г. – Иво Атанасов, български политик и юрист
- 1971 г. – Габриела Коневска, политик от Република Македония († 2010 г.)
- 1975 г. – Мелани Браун, английска поп певица
- 1977 г. – Леонардо Франко, аржентински футболист
- 1981 г. – Андрей Аршавин, руски футболист

## Починали
- 1453 г. – Константин XI Палеолог, византийски император (* 1405 г.)
- 1500 г. – Бартоломеу Диаш, португалски пътешественик-изследовател (* ок. 1450 г.)
- 1829 г. – Хъмфри Дейви, английски химик (* 1778 г.)
- 1910 г. – Милий Балакирев, руски композитор (* 1837 г.)
- 1919 г. – Робърт Бейкън, американски държавник и дипломат (* 1860 г.)
- 1931 г. – Михаил Ганчев, български военен деец (* 1872 г.)
- 1942 г. – Джон Баримор, американски актьор (* 1882 г.)
- 1944 г. – Иван Нивянин, български поет-партизанин (* 1919 г.)
- 1951 г. – Михаил Бородин, руски дипломат (* 1884 г.)
- 1956 г. – Херман Абендрот, германски диригент, професор (* 1883 г.)
- 1958 г. – Хуан Рамон Хименес, испански поет (* 1881 г.)
- 1978 г. – Али Соили, коморски политик (* 1937 г.)
- 1979 г. – Мери Пикфорд, актриса (* 1892 г.)
- 1982 г. – Роми Шнайдер, австрийска актриса (* 1938 г.)
- 1988 г. – Сиака Стивънс, министър-председател (1967 – 1971) и президент (1971 – 1985) на Сиера Леоне (* 1905 г.)
- 1990 г. – Александър Цветков, български шахматист (* 1914 г.)
- 1994 г. – Ерих Хонекер, германски политик (* 1912 г.)
- 2004 г. – Димитър Минчев, български футболист (* 1927 г.)
- 2005 г. – Сватоплук Плускал, чешки футболист (* 1930 г.)
- 2008 г. – Пола Гън Алън, американска писателка (* 1939 г.)
- 2010 г. – Денис Хопър, американски актьор (* 1936 г.)
- 2011 г. – Сергей Багапш, абхазки агроном и политик (* 1949 г.)
- 2011 г. – Ференц Мадъл, унгарски учен и политик (* 1931 г.)
- 2017 г. – Мануел Нориега, панамски генерал и диктатор (* 1934 г.)

## Празници
- ООН – Международен ден на мироопазващите сили на ООН – отбелязва се от 2002 г. по решение на Общото събрание на ООН.
- България – Празник на град Горна Оряховица.